# Кушков, Пантелей Петрович
Пантелей Петрович Кушков (27 июля 1922, Слободской уезд, Вятская губерния — 22 июля 2006, Киров) — директор комбината древесных плит (Нововятск, 1957—1972), председатель Нововятского горисполкома (1980—1984); Герой Социалистического Труда (1966).

## Биография
Родился в деревне Перваковцы.
22 июня 1941 г. получил аттестат об окончании средней Лесозаводской школы и был призван на службу в ряды Красной Армии. Окончил лётную школу и Ленинградское авиационное училище, после чего воевал в составе 1-го Дальневосточного фронта в Приморье (старший сержант, механик по вооружению бомбардировщика ТБ-3, 971-й тяжёлый бомбардировочный авиационный полк), участвовал в войне с Японией.
После войны вернулся в Нововятск. В 1950 г. окончил механический техникум, после чего работал на заводе № 41 (мастер, начальник цеха, начальник техотдела, в 1953—1957 — главный инженер завода).
В 1957—1972 гг. — директор комбината древесных плит; осуществил реконструкцию комбината. В 1973—1974 гг. — директор строящегося завода древесноволокнистых плит, затем (1974—1979) — заместитель директора по экономике комбината древесных плит.
В 1980—1984 гг. — председатель Нововятского горисполкома. В 1984—1989 гг. — инженер техотдела комбината древесных плит.
На протяжении 30 лет избирался депутатом Нововятского городского Совета народных депутатов, членом исполкома.

## Награды и признание
- медаль «Серп и молот» Героя Социалистического Труда (1966)[5]
- орден Ленина
- орден Отечественной войны II степени
- орден «Знак Почёта»
- медаль «За боевые заслуги»
- почётный гражданин г. Нововятска (1985)[6].

## Комментарии
1. ↑  Деревня Перваковцы, относившаяся к Ракаловской, в 1920-е годы — к Редькинской волости Слободского уезда, в последующем входила в состав Высоковского сельсовета Поломского района; не сохранилась, ныне — урочище Перековцы в Белохолуницком районе Кировской области[2].